# 도락산
도락산(道樂山)은 대한민국 충청북도 단양군에 있는 높이는 964m의 한국의 화강암 산이다. 소백산과 월악산의 중간쯤에 형성된 바위산으로 현재 일부가 월악산 국립공원에 포함되어 있다.
산의 이름은 우암 송시열이 깨달음을 얻는데는 나름대로 길이 있어야하고 거기에는 필수적으로 즐거움이있어야 한다는 뜻에서 지었다는 일화가 전해온다. 산을 끼고 북으로는 단양 사인암이, 서로는 상선암. 중선암.하선암 등 이른바 단양팔경의 4경이 인접해있으므로 주변 경관이 더욱 아름답다.

## 같이 보기
- 한국의 산
- 황정산
- 단양팔경
- 단양군의 지질
- 한국의 화강암